# Marcus Valerius Messalla Barbatus
Marcus Valerius Messalla Barbatus (11 TCN - 20/21) từng là chấp chính quan của Đế quốc La Mã. Ông là cha của La Mã Hoàng hậu Valeria Messalina, chắt của Hoàng đế Augustus, và cha vợ của Hoàng đế Claudius.
Ông là con trai của Marcus Valerius Messalla Messallinus và Claudia Marcella nhỏ. Cha ông từng hai lần làm chấp chính quan. Ông nội của ông là nhà hùng biện nổi tiếng Marcus Valerius Messalla Corvinus. Ông bà ngoại của ông là lãnh Gaius Claudius Marcellus nhỏ và Octavia Minor, em gái của Augustus.
Messala Barbatus đã kết hôn với người chị em họ Domitia Lepida nhỏ. Hôn nhân của họ dẫn đến việc, con trai họ, Marcus Valerius Messala Corvinus người đã trở thành chấp chính quan vào năm 58 và hoàng hậu Valeria Messalina (20-48) trong tương lai.
Messala Barbatus được bầu làm Chấp chính quan trong năm 20. Một số nhà sử học hiện đại tin rằng ông mất trong khoảng thời gian trong 20 hoặc đầu năm 21. Những người anh chị em được biết đến duy nhất là người chị Claudia Pulchra, người đã kết hôn với một vị tướng và chính trị gia Publius Quinctilius vẹo và em gái Valeria, sinh vào năm TCN, kết hôn với Vipstanus Lucius Gallus (15 TCN - 17 CN), từng làm pháp quan vào năm 17, và họ đều có con nối dõi.